# Pedro Pi y Suñer

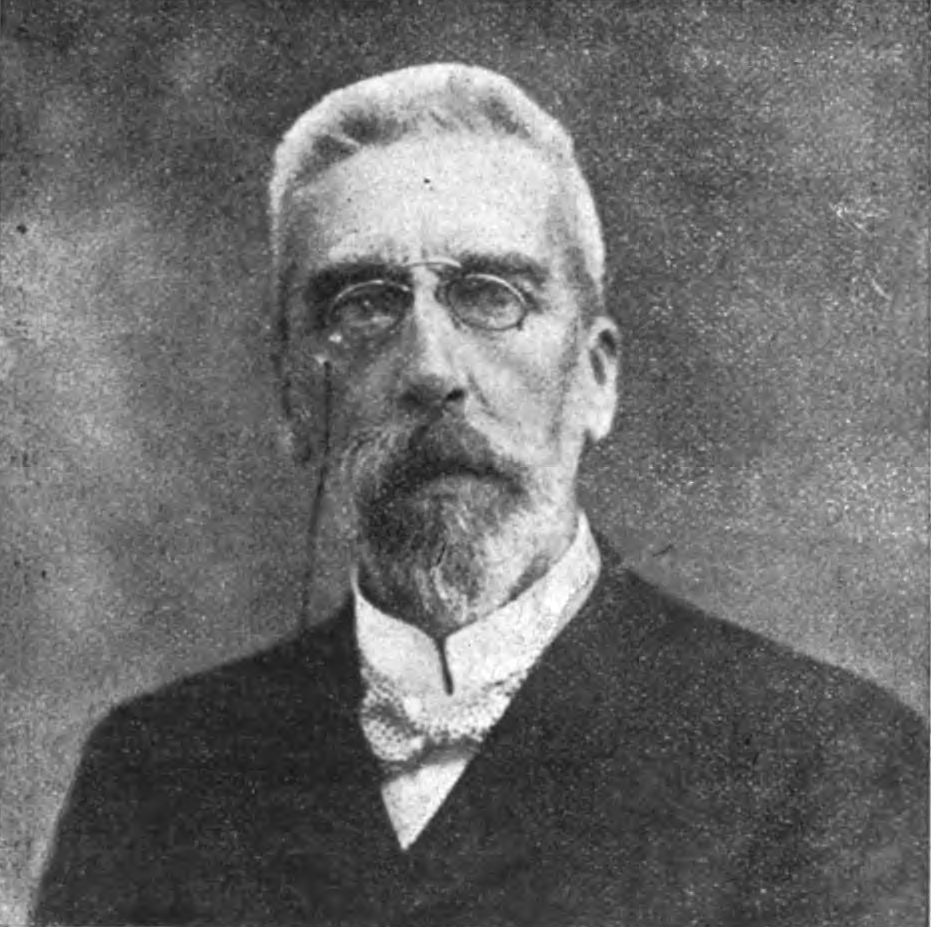
Retrato de Pedro Pi y Suñer

Pedro Pi y Suñer (Rosas, 1846-1928) fue un militar y político español, diputado por Barcelona en las Cortes de la Restauración.

## Biografía
Nació el 24 de diciembre de 1846 en Rosas. Hijo de Josep Pi y Comas y María Suñer y Capdevila. Era el hermano mayor del médico Jaime Pi y Suñer y del político republicano Francesc Pi y Suñer, y sobrino del médico Francisco Suñer y Capdevila.
De 1861 a 1864 estudió en la escuela de náutica de Barcelona. Espoleado por la revolución de 1868, fue muy activo en los núcleos republicanos ampurdaneses. En 1885 decidió establecerse en Sète (Francia), donde se dedicó al comercio del vino y al tráfico naviero. Allí se convirtió en un ciudadano importante, ya que fue uno de los impulsores de la Cámara de Comercio, al tiempo que participó en las conspiraciones republicanas de Manuel Ruiz Zorrilla como presidente del Comité Republicano Español local. Desde 1895 colaboró en los diarios La Publicidad y El Ampurdanés, y en 1903 participó en la fundación de Unión Republicana, con la que fue elegido diputado por el distrito de Barcelona en las elecciones generales españolas de 1905. Cuando se constituyó Solidaritat Catalana la apoyó.